# Music to Listen to~Dance to~Blaze to~Pray to~Feed to~Sleep to~Talk to~Grind to~Trip to~Breathe to~Help to~Hurt to~Scroll to~Roll to~Love to~Hate to~Learn Too~Plot to~Play to~Be to~Feel to~Breed to~Sweat to~Dream to~Hide to~Live to~Die to~Go To
Music to Listen to~Dance to~Blaze to~Pray to~Feed to~Sleep to~Talk to~Grind to~Trip to~Breathe to~Help to~Hurt to~Scroll to~Roll to~Love to~Hate to~Learn Too~Plot to~Play to~Be to~Feel to~Breed to~Sweat to~Dream to~Hide to~Live to~Die to~Go To (gestileerd als Music to Listen to~Dance to~Blaze to~Pray to~Feed to~Sleep to~Talk to~Grind to~Trip to~Breathe to~Help to~Hurt to~Scroll to~Roll to~Love to~Hate to~Learn Too~Plot to~Play to~Be to~Feel to~Breed to~Sweat to~Dream to~Hide to~Live to~Die to~GO TO en regelmatig afgekort naar Music to Listen To... of ~Go To~) is een album van de Britse band Bring Me the Horizon uit 2019.

## Achtergrond
Aan het album hebben meerdere gastartiesten hun bijdrage geleverd, namelijk Halsey, Happyalone., Toriel, Yonaka, Lotus Eater and Bexey. Net als album amo stapt de band af van het metalcore genre, en gaat het meer naar electropop toe. Het album bereikte geen nationale hitlijsten, maar bereikte wel de 17e plek in de Britse lijst Official Rock & Metal Albums Chart Top 40.

## Tracklist
| Nr. | Titel | Schrijver(s)                                                                                        | Duur  |
| --- | --- | --------------------------------------------------------------------------------------------------- | ----- |
| 1.  | Steal Something.                                                                                             | Oliver Sykes, Jordan Fish, Simon Dobson, Will Harvey                                                | 10:11 |
| 2.  | Candy Truck / You Expected: LAB Your Result: Green                                                           | Oliver Sykes, Jordan Fish                                                                           | 7:15  |
| 3.  | A Devastating Liberation                                                                                     | Oliver Sykes, Jordan Fish, Simon Dobson                                                             | 4:04  |
| 4.  | ¿ (met Halsey)                                                                                               | Oliver Sykes, Jordan Fish, Ashley Frangipane                                                        | 5:13  |
| 5.  | Underground Big {HEADFULOFHYENA} (met Bexey en Lotus Eater)                                                  | Oliver Sykes, Jordan Fish, Baek Ye Jin, Cameron Hupmhrey, Dan Lancaster, Douglas Park, George Mejer | 24:05 |
| 6.  | "like seeing spiders running riot on your lover's grave" (met Happyalone.)                                   | Oliver Sykes, Jordan Fish, Fionn Tobin, Paddy Hennessy                                              | 6:38  |
| 7.  | Dead Dolphin Sounds 'aid brain growth in unborn child' Virtual Therapy / Nature Healing 2 Hours (met Toriel) | Oliver Sykes, Jordan Fish, Dan Lancaster, Alissa Salls                                              | 10:09 |
| 8.  | ±ªþ³§ (met Yonaka)                                                                                           | Oliver Sykes, Jordan Fish, Dan Lancaster, Theresa Jarvis, Alex Crosby                               | 7:18  |